# Challenger de Kobe 2024
El torneo Kobe Challenger 2024, denominado por razones de patrocinio Hyogo Noah Challenger fue un torneo de tenis perteneció al ATP Challenger Tour 2024 en la categoría Challenger 100. Se trató de la 8ª edición; el torneo tuvo lugar en la ciudad de Kobe (Japón), desde el 11 hasta el 17 de noviembre de 2024 sobre pista dura bajo techo.

## Jugadores participantes del cuadro de individuales
| Preclasificado | País                                  | Jugador                   | Rank1 | Posición en el torneo |
| 1              | Bandera de la República Popular China | Bu Yunchaokete            | 72    | Segunda ronda         |
| 2              | Bandera de Japón                      | Taro Daniel               | 82    | Semifinales           |
| 3              | Bandera de Italia                     | Mattia Bellucci           | 105   | Semifinales           |
| 4              | Bandera de Estados Unidos             | Nicolas Moreno de Alboran | 119   | Primera ronda         |
| 5              | Bandera de Italia                     | Matteo Gigante            | 139   | Primera ronda         |
| 6              | Bandera de Japón                      | Yasutaka Uchiyama         | 140   | Cuartos de final      |
| 7              | Bandera de Francia                    | Térence Atmane            | 157   | Segunda ronda         |
| 8              | Bandera de Hong Kong                  | Coleman Wong              | 159   | Primera ronda         |

- 1 Se ha tomado en cuenta el ranking del 4 de noviembre de 2024.

### Otros participantes
Los siguientes jugadores recibieron una invitación (wild card), por lo tanto ingresan directamente al cuadro principal (WC):
- Ryuki Matsuda
- Naoki Nakagawa
- Yosuke Watanuki

Los siguientes jugadores ingresan al cuadro principal tras disputar el cuadro clasificatorio (Q):
- Guy den Ouden
- Hiroki Moriya
- Rei Sakamoto
- Kasidit Samrej
- Kaichi Uchida
- Elias Ymer

## Campeones

### Individual Masculino
- Alexander Blockx derrotó en la final a  Jurij Rodionov por 	6–3, 6–1

### Dobles Masculino
- Vasil Kirkov /  Bart Stevens derrotaron en la final a  Kaichi Uchida /  Takeru Yuzuki por 7–6(7), 7–5